# Sweet Goodbyes
Sweet Goodbyes was de laatste single van de Nederlandse band Krezip voor hun pauze van tien jaar. Het nummer werd uitgegeven als tweede single van hun verzamelalbum Best of Krezip, een aantal maanden nadat de band aangegeven had uit elkaar te gaan om zich te richten op een solocarrière. Naast de nummer 1-hit I would stay is dit de grootste Krezip-hit.

## Achtergrondinformatie
Sweet Goodbyes is een ballad die naast de zang van zangeres Jacqueline Govaert voornamelijk bestaat uit een akoestische gitaar. In eerste instantie leek het er op dat Go to Sleep het laatste nummer zou worden voor de popgroep die op 2 oktober 2008, zo rond het verschijnen van Go to Sleep bekendmaakte te gaan stoppen, maar in 2009 werd aangekondigd dat Sweet Goodbyes ook nog zou worden uitgebracht.
In het nummer wordt gezongen tegen iemand die een moeilijke periode achter de rug heeft. De relatie van die persoon is verbroken en Govaert nodigt de persoon uit bij haar te komen uithuilen. Ze laat de positieve kanten van het leven zien: "Wake up, the sun's shining bright, let's go out of bed into the light". Zij weet wat nodig is om het uit elkaar gaan te verwerken en er een vrolijk afscheid (Sweet Goodbyes) van te maken.
Het liedje werd als leidend nummer gebruikt in een reclame van ASR Verzekeringen, mede hierdoor werd het in Nederland snel een populair nummer.

## Videoclip
De videoclip bij het nummer bestaat uit zwart-witbeelden van de bandleden. Ook zijn er beelden van optredens te zien, inclusief het juichende publiek. De archiefbeelden worden afgewisseld met beelden van Jacqueline Govaert die het nummer zingt tegen een zwarte of witte achtergrond. Naarmate het nummer vordert, worden deze beelden steeds emotioneler.

## Hitnotering
| "Sweet Goodbyes" in de Nederlandse Top 40 - binnen 21-02-2009 | "Sweet Goodbyes" in de Nederlandse Top 40 - binnen 21-02-2009 | "Sweet Goodbyes" in de Nederlandse Top 40 - binnen 21-02-2009 | "Sweet Goodbyes" in de Nederlandse Top 40 - binnen 21-02-2009 | "Sweet Goodbyes" in de Nederlandse Top 40 - binnen 21-02-2009 | "Sweet Goodbyes" in de Nederlandse Top 40 - binnen 21-02-2009 | "Sweet Goodbyes" in de Nederlandse Top 40 - binnen 21-02-2009 | "Sweet Goodbyes" in de Nederlandse Top 40 - binnen 21-02-2009 | "Sweet Goodbyes" in de Nederlandse Top 40 - binnen 21-02-2009 | "Sweet Goodbyes" in de Nederlandse Top 40 - binnen 21-02-2009 | "Sweet Goodbyes" in de Nederlandse Top 40 - binnen 21-02-2009 | "Sweet Goodbyes" in de Nederlandse Top 40 - binnen 21-02-2009 | "Sweet Goodbyes" in de Nederlandse Top 40 - binnen 21-02-2009 | "Sweet Goodbyes" in de Nederlandse Top 40 - binnen 21-02-2009 | "Sweet Goodbyes" in de Nederlandse Top 40 - binnen 21-02-2009 | "Sweet Goodbyes" in de Nederlandse Top 40 - binnen 21-02-2009 | "Sweet Goodbyes" in de Nederlandse Top 40 - binnen 21-02-2009 | "Sweet Goodbyes" in de Nederlandse Top 40 - binnen 21-02-2009 | "Sweet Goodbyes" in de Nederlandse Top 40 - binnen 21-02-2009 | "Sweet Goodbyes" in de Nederlandse Top 40 - binnen 21-02-2009 | "Sweet Goodbyes" in de Nederlandse Top 40 - binnen 21-02-2009 | "Sweet Goodbyes" in de Nederlandse Top 40 - binnen 21-02-2009 | "Sweet Goodbyes" in de Nederlandse Top 40 - binnen 21-02-2009 | "Sweet Goodbyes" in de Nederlandse Top 40 - binnen 21-02-2009 | "Sweet Goodbyes" in de Nederlandse Top 40 - binnen 21-02-2009 | "Sweet Goodbyes" in de Nederlandse Top 40 - binnen 21-02-2009 | "Sweet Goodbyes" in de Nederlandse Top 40 - binnen 21-02-2009 |
| Week                                                          | 1                                                             | 2                                                             | 3                                                             | 4                                                             | 5                                                             | 6                                                             | 7                                                             | 8                                                             | 9                                                             | 10                                                            | 11                                                            | 12                                                            | 13                                                            | 14                                                            | 15                                                            | 16                                                            | 17                                                            | 18                                                            | 19                                                            | 20                                                            | 21                                                            | 22                                                            | 23                                                            | 24                                                            | 25                                                            |                                                               |
| ------------------------------------------------------------- | ------------------------------------------------------------- | ------------------------------------------------------------- | ------------------------------------------------------------- | ------------------------------------------------------------- | ------------------------------------------------------------- | ------------------------------------------------------------- | ------------------------------------------------------------- | ------------------------------------------------------------- | ------------------------------------------------------------- | ------------------------------------------------------------- | ------------------------------------------------------------- | ------------------------------------------------------------- | ------------------------------------------------------------- | ------------------------------------------------------------- | ------------------------------------------------------------- | ------------------------------------------------------------- | ------------------------------------------------------------- | ------------------------------------------------------------- | ------------------------------------------------------------- | ------------------------------------------------------------- | ------------------------------------------------------------- | ------------------------------------------------------------- | ------------------------------------------------------------- | ------------------------------------------------------------- | ------------------------------------------------------------- | ------------------------------------------------------------- |
| Nummer                                                        | 36                                                            | 16                                                            | 7                                                             | 5                                                             | 5                                                             | 4                                                             | 3                                                             | 2                                                             | 2                                                             | 2                                                             | 2                                                             | 4                                                             | 4                                                             | 5                                                             | 7                                                             | 8                                                             | 8                                                             | 9                                                             | 9                                                             | 9                                                             | 11                                                            | 21                                                            | 25                                                            | 32                                                            | 35                                                            | uit                                                           |

### NPO Radio 2 Top 2000
| Nummer met noteringen in de NPO Radio 2 Top 2000 | '09 | '10 | '11 | '12 | '13 | '14 | '15 | '16 | '17 | '18 | '19 | '20 | '21 | '22 | '23 | '24 |
| ------------------------------------------------ | --- | --- | --- | --- | --- | --- | --- | --- | --- | --- | --- | --- | --- | --- | --- | --- |
| Sweet Goodbyes                                   | 97  | 163 | 338 | 552 | 688 | 657 | 737 | 891 | 774 | 775 | 458 | 614 | 646 | 608 | 631 | 667 |

1. ↑  Een vetgedrukt getal geeft de hoogste notering aan.
2. ↑  2009 was het eerste jaar met een notering voor dit nummer.

## Tracklist
1. "Sweet Goodbyes" - 03:10
2. "Crazy" Live at 3FM GIEL - 03:00